# Axel (Eiskunstlauf)
Der Axel (oder auch Axel-Paulsen) ist ein elementarer Sprung im Eiskunstlauf. Er gilt als schwierigster Sprung („Königssprung“). Benannt ist er nach dem norwegischen Eiskunstläufer Axel Paulsen, der ihn erstmals 1882 zeigte, damals sogar noch auf Eisschnelllaufkufen. Somit ist der Axel der älteste der sechs Grundsprünge im Eiskunstlauf. Der Axel ist ebenfalls der einzige der sechs Grundsprünge, der vorwärts abgesprungen wird. Deshalb muss zusätzlich zu den gezählten Umdrehungen eine halbe Umdrehung mehr ausgeführt werden (z. B. hat ein einfacher Axel somit 1,5 Umdrehungen, ein vierfacher 4,5). Bisher wurde der Axel unter Wettkampfbedingungen in bis zu vier Umdrehungen gesprungen.

## Durchführung

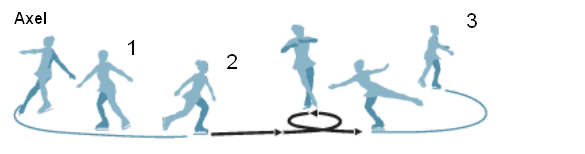
Durchführung des Axels (am Beispiel einer rechtsfüßigen Eiskunstläuferin): 1 = Einlauf (man gleitet rückwärts-auswärts auf dem rechten Fuß); 2 = Absprung (vorwärts-auswärts auf dem linken Fuß); 3 = Landung (rückwärts-auswärts auf dem rechten Fuß)

Der Läufer gleitet zunächst rückwärts-auswärts, beispielsweise auf dem rechten Bein. Dann setzt er den linken Fuß in Vorwärtsrichtung um, wobei der Druck auf die Vorwärts-Auswärts-Kante verlagert wird. Beim Absprung holt der Läufer kräftig mit den Armen aus, bringt gleichzeitig das rechte Bein (Spielbein) mit Schwung angewinkelt und eng am Standbein vorbei. In der Luft vollzieht er eine Drehung um 540°, wobei die Beine eng aneinander gebracht werden, sodass das rechte Bein leicht angewinkelt auf dem linken Bein liegt (siehe Skizze). Die Landung des Sprunges erfolgt rechts rückwärts-auswärts.

## Evolution des Sprunges
Die Tabelle zeigt die Daten der ersten Male, in denen der jeweilige Axel in einem Wettbewerb erfolgreich gestanden wurde.
| Abkürzung | Sprungart                | Eiskunstläufer | Nation             | Jahr / Wettbewerb            |
| --------- | ------------------------ | -------------- | ------------------ | ---------------------------- |
| 1A        | Einfacher Axel (Herren)  | Axel Paulsen   | Norwegen           | 1882 Wien                    |
| 1A        | Einfacher Axel (Damen)   | Sonja Henie    | Norwegen           | 1920er Jahre                 |
| 2A        | Doppelter Axel (Herren)  | Richard Button | Vereinigte Staaten | Olympische Winterspiele 1948 |
| 2A        | Doppelter Axel (Damen)   | Carol Heiss    | Vereinigte Staaten | 1953                         |
| 3A        | Dreifacher Axel (Herren) | Vern Taylor    | Kanada             | Weltmeisterschaft 1978       |
| 3A        | Dreifacher Axel (Damen)  | Midori Ito     | Japan              | 1988                         |
| 4A        | Vierfacher Axel (Herren) | Ilia Malinin   | Vereinigte Staaten | 2022 CS U.S. Classic         |